# Veranke
Veranke es un personaje ficticio que aparece en los cómics estadounidenses publicados por Marvel Comics. Ella sirve como la reina del Imperio Skrull mientras se hace pasar por Spider-Woman (Jessica Drew). Veranke es la principal antagonista de Secret Invasion, en la que dirige su imperio para invadir y conquistar la Tierra.
El personaje ha hecho apariciones ocasionales en representaciones de los medios.

## Historial de publicación
La primera aparición de Veranke es un cameo como una figura encapuchada al principio de Secret Invasion # 1. Su personaje se nombra y se completa en New Avengers # 40 cuando se la ve subiendo al trono de Skrull.
Aunque la "Mujer Araña" que aparece en New Avengers # 1 en realidad es Veranke disfrazada, esto no se revela hasta algún tiempo después.

## Biografía del personaje ficticio
Después del grupo de superhéroes de la Tierra conocido como los Illuminati escapan del palacio Skrull, el Emperador Dorrek VII es reprendido por la princesa Veranke de la provincia de Tyeranx 7, por no prestar atención a las palabras de las profecías de Skrull, que establecen el ataque al palacio, luego la destrucción del mundo natal de Skrull, la llegada de una "ola de devastación" a través del espacio de Skrull, y la necesidad de tomar "un mundo de azul" como su nuevo hogar. Cuando Dorrek VII ignora sus advertencias, Veranke declara que si Dorrek VII no puede prestar atención a los escritos de las Escrituras de Skrull y la voluntad de los Skrull, Dorrek VII debe ser removido del trono. Por su desafío, Dorrek VII expulsa a Veranke a un planeta prisión, sacudiéndola como una fanática demente y una traidora, mientras reconoce que ejecutarla solo la convertiría en mártir por su causa.

### Planeando la Invasión Secreta
Años más tarde, el mundo trono Skrull es destruido por Galactus, la siguiente profecía se cumplió, los Skrull elevan a Veranke, aún en el mundo de la prisión, al trono del Imperio Skrull. Como reina, Veranke declara que las escrituras predicen la Tierra como la nueva patria de Skrull. Como tal, los Skrull se someten a una importante operación para apoderarse de la Tierra a través de la infiltración de las facetas de la Tierra, lo que los debilita lo suficiente como para emplear una invasión militar para conquistar el planeta. Además, Veranke decide ser uno de los agentes, y decide desempeñar un papel directo en la infiltración de la Tierra. Cuando pregunta quién de los candidatos para el reemplazo es más capaz de infligir daño, se recomienda a Spider-Woman (Jessica Drew) como la primera opción.

### Haciéndose pasar por Spider-Woman
Cuando la verdadera Spider-Woman fue a la clandestinidad en HYDRA para recuperar los poderes perdidos, Spider-Woman fue puesta bajo sedación por los Skrulls haciéndose pasar por agentes de HYDRA, y reemplazada por Veranke tomando el lugar de Spider-Woman como agente doble de Nick Fury, director de S.H.I.E.L.D..
Como "Spider-Woman", Veranke fue designada para trabajar en la Balsa, y estaba en la Balsa cuando Electro desató un intento de fuga masiva de los prisioneros dentro. Este evento condujo involuntariamente a la reforma de los Nuevos Vengadores, a la que luego se unirá después de que el Capitán América (Steve Rogers) ofreciera su membresía a "Spider-Woman". Fury le indica que continúe como agente personal, ahora dentro de los Nuevos Vengadores, S.H.I.E.L.D. y HYDRA simultáneamente; ella finalmente confiesa este arreglo de agente triple a los Vengadores.
Durante una aventura con los Nuevos Vengadores, Veranke se entera de la mayor amenaza para su gobierno, Dorrek VIII, también conocido como Hulkling de los Jóvenes Vengadores y el hijo del héroe Kree, el Capitán Marvel y la princesa Skrull Anelle, que es una probable heredera del trono. Durante la invasión, ella ordena a Dorrek VIII que sea ejecutado, manteniendo la identidad en secreto.

### Casa de M
Durante la Casa de M, se reveló que Veranke, junto con todos los otros Skrulls encubiertos, sabía que el mundo había sido alterado. Ella trata de asesinar a la Bruja Escarlata, pero no tiene éxito y está deconstruida de una manera similar a Hawkeye (Clint Barton); Ambos vuelven después. Como consecuencia, le llega la noticia de que el Imperio en sí ha sido destruido casi por completo por la Ola de Aniquilación, matando a miles de millones de Skrull, cumpliendo aún más sus profecías. Angustiada, Veranke y sus agentes se vuelven más decididos a continuar con la toma de control de la Tierra.

### Civil War
Poco después de que la identidad de Spider-Man (Peter Parker) se revelara al mundo durante la historia de Civil War, Iron Man (Tony Stark) revela su estado de triple agente a la directora en funciones de S.H.I.E.L.D., Maria Hill. Preocupada por su lealtad potencialmente traidora a Nick Fury, Hill ordena que "Spider-Woman" sea detenida. Escondida bajo el nombre de Sybil Dvorak, es capturada y llevada a bordo de un helicarrier S.H.I.E.L.D.. Desplegando un dispositivo de pulso electromagnético, un equipo de comando HYDRA desactiva el helicarrier y la rescata. Ella se dirige a la base oculta de Los Vengadores Secretos del Capitán América y suplica con lágrimas unirse a la resistencia, habiendo perdido su conexión con S.H.I.E.L.D. y Fury.
Después de la Civil War, Veranke viaja junto a los Nuevos Vengadores a Tokio, donde el equipo lucha contra Elektra, también una impostora Skrull, y La Mano, y no puede evitar que Echo mate a Elektra, lo que revela la infiltración de Skrull. Mientras el equipo reflexiona sobre su próximo movimiento, Veranke ataca a Wolverine y toma el cadáver de Skrull. Ella entrega el cadáver a Stark en un movimiento diseñado para sembrar la desconfianza entre la comunidad de superhéroes, lo que en este momento no es difícil, ya que ya existe una gran desconfianza en todos los lados de la comunidad de superhéroes debido a la "Guerra Civil" y su secuelas, dejando los malos sentimientos en muchos frentes. Después, ella también se une al gobierno sancionado por los Poderosos Vengadores, bajo el disfraz de echar a los Skrulls fuera de balance.

### Invasión secreta
Durante la historia de Secret Invasion, Tony Stark informa a "Jessica Drew" sobre el aterrizaje forzoso de un barco de transporte Skrull en la Tierra Salvaje. Sin el conocimiento de Tony, ella a su vez le contesta a Luke Cage sobre esta información, diciendo que confía en Cage sobre Stark. Se lleva a cabo una reunión entre los agentes Skrull en la Tierra donde, aparentemente, asiste Jessica, conocida como "Emperatriz" por los Skrull y se hace pasar por Edwin Jarvis.
Después de que comienza la primera ola de la invasión Skrull de la Tierra, se ve a Veranke en la Tierra Salvaje, donde se enfrenta y ataca a Echo, estallándola repetidamente con explosiones de veneno y luego la arroja contra un tronco de árbol cercano. Luego encuentra a Stark e insinúa que él es un agente durmiente Skrull, lo que él niega. Ella lo besa, informándole que él ha "ganado el amor de la reina". Viuda Negra planea atacar mientras Veranke habla con Iron Man, pero es distraída por Skrulls haciéndose pasar por Bestia y Jean Grey, y Veranke desaparece y se escapa, mientras que Viuda Negra mata a los Skrulls.
La reina Veranke llega a Camp Hammond y la Iniciativa de la Sombra intenta asesinarla. La presencia de Thor es conocida y ella reúne a sus tropas para la batalla final. Los Nuevos Vengadores, Poderosos Vengadores, Nick Fury y sus comandos, los Jóvenes Vengadores, la Iniciativa, el equipo de Capucha, Thor, el nuevo Capitán América (Bucky Barnes) y los Thunderbolts se reúnen. La reina Veranke más tarde revela que "Él", una figura mencionada en repetidas ocasiones por Skrulls a lo largo de la historia en la frase "él te ama", es una referencia a "Dios" mientras encabeza a un ejército de Super-Skrulls contra los superhumanos de la Tierra. Durante la lucha, Wolverine se enfrenta a Veranke y comienza una pelea. Wolverine rápidamente gana la ventaja y empala a Veranke a través del hombro con sus garras. Momentos después, la joven vengadora Hawkeye (Kate Bishop) se lesiona, lo que hace que Ronin (Clint Barton) levante su arco. Ronin luego mata a cuatro Skrulls antes de aparentemente matar a Veranke con un tiro en la cabeza. Esto lleva a Skrull haciéndose pasar por Hank Pym para activar el dispositivo dentro del cuerpo de Avispa, que Pym dice que terminará con todo. La avispa comienza a crecer a un tamaño enorme, pero Thor transporta la avispa a otra dimensión para morir. Veranke, sin embargo, se revela que sigue viva. Igual que muchos de los héroes van a atacar, Norman Osborn dispara a Veranke en la cabeza, matando a la Reina de los Skrull.

### Consecuencias y regreso
Durante la historia de Dark Reign, Veranke se ve en Erebus cuando Hércules viaja al Inframundo donde se encuentra entre los que juegan o se demoran en resucitar. Más tarde se la ve en el jurado de Plutón en el juicio de Zeus.
Se revela que Osborn había estado preservando en secreto el cuerpo de Veranke. Una vez que ocurre el evento "Devil's Reign" casi una década después, el alcalde Wilson Fisk revive a Veranke y la suelta para que pueda vengarse de Jessica Drew. Ella todavía tiene las habilidades de Spider-Woman, pero todavía está apagada debido al tiempo que estuvo encarcelada. A pesar de algunas dificultades, la verdadera Spider-Woman derrota a Veranke y hace que la Capitana Marvel la coloque en un lugar seguro en un cubo de basura.

## Poderes y habilidades
Como toda la herencia de Skrulls of Deviant, Veranke es capaz de cambiar su forma a cualquier cosa que elija, ya sea humanoide, no humanoide o incluso inorgánica. Los recientes desarrollos no especificados en ingeniería genética dentro de la raza Skrull han permitido a los Skrulls, incluido Veranke pasar desapercibido en forma humana a las exploraciones tecnológicas de Iron Man, las exploraciones mentales de Charles Xavier, sentido aráncido de Spider-Man, los sentidos animales de Wolverine o cualquier otras formas concebibles de detección. Tan sutil y poderosa es esta forma de ocultamiento ni Doctor Strange en su Sanctum Sanctorum podía detectarla con el Hechizo de Tartashi (aunque aparentemente infligía cierto grado de dolor físico), ni tampoco podía hacerlo la Bruja Escarlata con poder de Dios Anciano utilizando los poderes psíquicos de Xavier para profundizar en la verdadera mente de Veranke, como se muestra cuando se le otorgó a Veranke a Jessica Los deseos de Drew, no los suyos. Las habilidades de cambio de forma de Veranke también le permiten formar armas como cuchillas en su cuerpo. Veranke también tiene un gran conocimiento sobre las profecías de Skrull.
Mientras se hacía pasar por Jessica Drew, mostró los poderes de Spider-Woman que incluyen:
- Vuelo
- Fuerza sobrehumana, resistencia, reflejos y velocidad.
- Explosiones de energía bioeléctrica "explosiones de veneno"
- Inmunidad a todos los venenos y drogas, y es totalmente inmune a la radiación.
- La generación de feromonas para atraer a los machos humanos mientras rechazan a las hembras, aunque utiliza un "perfume" químico que puede anular este efecto. Recientemente emergió con sus poderes restaurados más que nunca.

Como Jessica Drew, inicialmente solo tenía una capacidad de planeo limitada, mejorada por las pequeñas alas que forman parte de su disfraz. Después de perder sus poderes, HYDRA alteró aún más su metabolismo, proporcionándole un vuelo autoalimentado. El rango de sus capacidades de vuelo es aún indeterminado. Ella mostró poderes que la ayudaron a ella y a los demás Vengadores a escapar del dispositivo tecnológico del Doctor Doom al crear una explosión de Venom: este uso de los poderes de Spider-Woman se notó como inconsistente con sus archivos S.H.I.E.L.D.

## Otras versiones

### Civil War
Durante la historia de Secret Wars, el dominio de Battleworld de Warzone (que se basa en una realidad en la que la Guerra Civil sobrehumana nunca terminó), la Reina Veranke es la causa de cada intento fallido de alcanzar la paz en una parte de un plan para beneficiar de la guerra interminable. Esto fue revelado al presidente Stark cuando fue capturado por los hombres de la reina Veranke que se hacían pasar por soldados de la Pantera Negra. El presidente Stark usó armas que no estaban en su armadura para liberarse a sí mismo y a She-Hulk de las garras de la reina Veranke.

## En otros medios

### Televisión
Veranke aparece en The Avengers: Earth's Mightiest Heroes, con la voz de Elizabeth Daily.Esta versión se presenta como Pájaro Burlón mientras organiza la invasión de la Tierra por los Skrull durante la segunda temporada, solo para ser derrotada por Los Vengadores y encarcelada en la Prisión 42.

### Videojuegos
Veranke aparece como un personaje jugable en Marvel Avengers: Battle for Earth, con la voz de Mary Elizabeth McGlynn.